# 21744 Meliselinger
A 21744 Meliselinger (ideiglenes jelöléssel 1999 RF168) a Naprendszer kisbolygóövében található aszteroida. A LINEAR projekt keretében fedezték fel 1999. szeptember 9-én.